# Association de l'Ouest de la LNH
 (décembre 2016).
Si vous disposez d'ouvrages ou d'articles de référence ou si vous connaissez des sites web de qualité traitant du thème abordé ici, merci de compléter l'article en donnant les références utiles à sa vérifiabilité et en les liant à la section « Notes et références ».

Ancien logo de l'Association de l'Ouest, utilisé de 1974 à 1993.

Ancien logo de l'Association de l'Ouest, utilisé de 1993 à 1997.

Ancien logo de l'Association de l'Ouest, utilisé de 1997 à 2005.

Version alternative du logo de l'Association de l'Ouest

L'Association de l'Ouest de la LNH (NHL's Western Conference en anglais) est une subdivision de la Ligue nationale de hockey (LNH) nord-américaine. Cette association est composée de 16 équipes et organisée en deux divisions (ou : sections) de huit équipes chacune soit la division Centrale (CEN) et la division Pacifique (PAC). Elle est la contrepartie de l'Association de l'Est. Depuis 2017, les Golden Knights de Vegas ont fait passer le nombre d'équipes à 15, le Kraken de Seattle à 16 dès 2021.
La division Nord-Ouest est dissoute avec le réalignement des équipes en 2013.

## Histoire
Précédemment connue sous le nom de l'Association Clarence Campbell, elle fut créée en 1974 lorsque la LNH réaligna ses équipes à l'intérieur de deux associations et de quatre divisions.
Les associations et divisions furent réalignées en 1981 afin de mieux refléter les localisations géographiques des équipes, mais les noms existants furent maintenus temporairement avec l'Association Clarence Campbell parce que celle-ci représentait l'association pour les équipes de l'Ouest de l'Amérique du Nord. Les noms des associations et des divisions furent changés en 1993 afin de mieux refléter leur situation géographique. Par la suite, le nouveau commissaire de la LNH Gary Bettman effectua d'autres changements afin d'aider les amateurs des autres sports professionnels à mieux comprendre le jeu de la LNH, puisque la National Basketball Association (NBA), la National Football League (NFL) et la Major League Baseball (MLB) utilisaient déjà tous des noms de divisions et d'associations géographiques pour désigner et classifier leurs équipes. Cependant, ce mouvement de changement amorcé par Bettman mis en colère certains puristes et partisans de hockey plus âgés, qui entrevoyaient ce changement comme un reniement absolu de l'histoire de la ligue[Interprétation personnelle ?]. Les critiques soulevèrent également que les fans de baseball et de football n'étaient pas plus confus après que les divisions furent renommées d'après les noms de joueurs célèbres tels que Roberto Clemente ou Walter Payton. Le trophée remis au champion annuel de l'Association, le trophée Clarence-S.-Campbell, symbolise encore aujourd'hui cette connexion avec l'héritage riche et profond de la ligue.

## Divisions
Précédant le réalignement de 1993, l'Association Clarence Campbell se composait de la division Norris et de la division Smythe. Depuis l'arrivée du Kraken de Seattle dans la LNH, en 2021, l'Association de l'Ouest comprend 16 équipes. Elles sont réparties en deux divisions : division Centrale et division Pacifique.
Centrale (CEN)
- Blackhawks de Chicago
- Avalanche du Colorado
- Stars de Dallas
- Wild du Minnesota
- Predators de Nashville
- Blues de Saint-Louis
- Mammoth de l'Utah (remplace les Coyotes de l'Arizona dès 2024)
- Jets de Winnipeg

Pacifique (PAC)
- Ducks d'Anaheim
- Flames de Calgary
- Oilers d'Edmonton
- Kings de Los Angeles
- Sharks de San José
- Kraken de Seattle
- Golden Knights de Vegas
- Canucks de Vancouver

## Champions

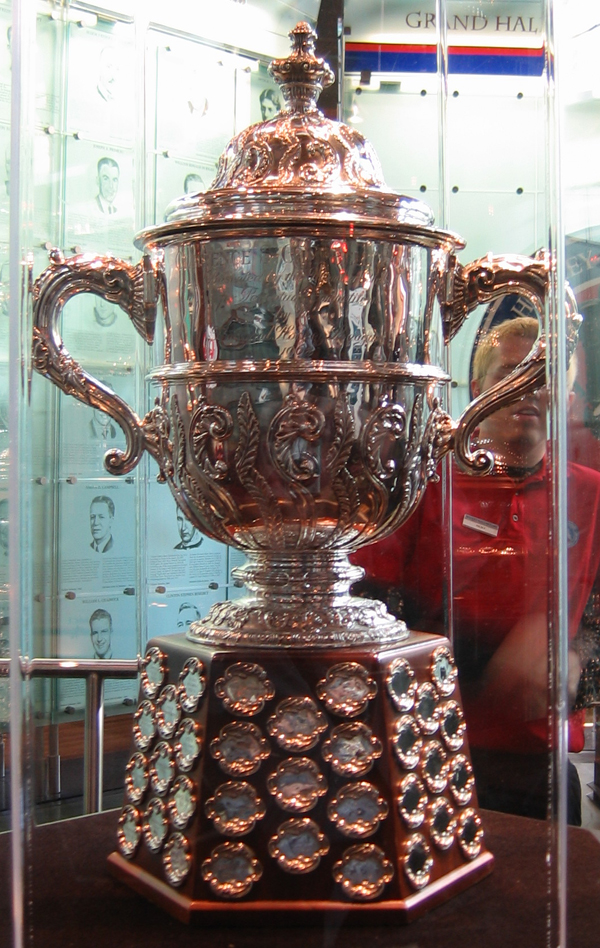
Trophée Clarence-S.-Campbell

Le champion de l'Association de l'Ouest fait face au champion de l'Association de l'Est chaque année en finale des séries éliminatoires afin de déterminer le vainqueur de la Coupe Stanley.
Légende :
- Vainqueur de la Coupe Stanley

| Saison  | Vainqueur                            | Score                                | Finaliste                            |
| ------- | ------------------------------------ | ------------------------------------ | ------------------------------------ |
| 1993-94 | Canucks de Vancouver                 | 4-1                                  | Maple Leafs de Toronto               |
| 1994-95 | Red Wings de Détroit                 | 4-1                                  | Blackhawks de Chicago                |
| 1995-96 | Avalanche du Colorado                | 4-2                                  | Red Wings de Détroit                 |
| 1996-97 | Red Wings de Détroit                 | 4-2                                  | Avalanche du Colorado                |
| 1997-98 | Red Wings de Détroit                 | 4-2                                  | Stars de Dallas                      |
| 1998-99 | Stars de Dallas                      | 4-3                                  | Avalanche du Colorado                |
| 1999-00 | Stars de Dallas                      | 4-3                                  | Avalanche du Colorado                |
| 2000-01 | Avalanche du Colorado                | 4-1                                  | Blues de Saint-Louis                 |
| 2001-02 | Red Wings de Détroit                 | 4-3                                  | Avalanche du Colorado                |
| 2002-03 | Mighty Ducks d'Anaheim               | 4-0                                  | Wild du Minnesota                    |
| 2003-04 | Flames de Calgary                    | 4-2                                  | Sharks de San José                   |
| 2004-05 | Saison annulée en raison du lock-out | Saison annulée en raison du lock-out | Saison annulée en raison du lock-out |
| 2005-06 | Oilers d'Edmonton                    | 4-1                                  | Mighty Ducks d'Anaheim               |
| 2006-07 | Ducks d'Anaheim                      | 4-2                                  | Red Wings de Détroit                 |
| 2007-08 | Red Wings de Détroit                 | 4-2                                  | Stars de Dallas                      |
| 2008-09 | Red Wings de Détroit                 | 4-1                                  | Blackhawks de Chicago                |
| 2009-10 | Blackhawks de Chicago                | 4-0                                  | Sharks de San José                   |
| 2010-11 | Canucks de Vancouver                 | 4-1                                  | Sharks de San José                   |
| 2011-12 | Kings de Los Angeles                 | 4-1                                  | Coyotes de Phoenix                   |
| 2012-13 | Blackhawks de Chicago                | 4-1                                  | Kings de Los Angeles                 |
| 2013-14 | Kings de Los Angeles                 | 4-3                                  | Blackhawks de Chicago                |
| 2014-15 | Blackhawks de Chicago                | 4-3                                  | Ducks d'Anaheim                      |
| 2015-16 | Sharks de San José                   | 4-2                                  | Blues de Saint-Louis                 |
| 2016-17 | Predators de Nashville               | 4-2                                  | Ducks d'Anaheim                      |
| 2017-18 | Golden Knights de Vegas              | 4-1                                  | Jets de Winnipeg                     |
| 2018-19 | Blues de Saint-Louis                 | 4-2                                  | Sharks de San José                   |
| 2019-20 | Stars de Dallas                      | 4-1                                  | Golden Knights de Vegas              |
| 2020-21 | Conférence suspendue provisoirement  | Conférence suspendue provisoirement  | Conférence suspendue provisoirement  |
| 2021-22 | Avalanche du Colorado                | 4-0                                  | Oilers d'Edmonton                    |
| 2022-23 | Golden Knights de Vegas              | 4-2                                  | Stars de Dallas                      |
| 2023-24 | Oilers d'Edmonton                    | 4-2                                  | Stars de Dallas                      |

## Liste des équipes championnes de la Conférence Ouest
| Franchise                              | Titres      | Dernier titre | Années                             |
| -------------------------------------- | ----------- | ------------- | ---------------------------------- |
| Red Wings de Détroit                   | 6           | 2009          | 1995, 1997, 1998, 2002, 2008, 2009 |
| Avalanche du Colorado                  | 3           | 2022          | 1996, 2001, 2022                   |
| Stars de Dallas                        | 3           | 2020          | 1999, 2000, 2020                   |
| Blackhawks de Chicago                  | 3           | 2015          | 2010, 2013, 2015                   |
| Oilers d'Edmonton                      | 2           | 2006, 2024    | 2024                               |
| Golden Knights de Vegas                | 2           | 2023          | 2018, 2023                         |
| Kings de Los Angeles                   | 2           | 2014          | 2012, 2014                         |
| Canucks de Vancouver                   | 2           | 2011          | 1994, 2011                         |
| Mighty Ducks/Ducks d'Anaheim           | 2           | 2007          | 2003, 2007                         |
| Blues de Saint-Louis                   | 1           | 2019          | 2019                               |
| Predators de Nashville                 | 1           | 2017          | 2017                               |
| Sharks de San José                     | 1           | 2016          | 2016                               |
| Flames de Calgary                      | 1           | 2004          | 2004                               |
| Mammoth de l'Utah/Coyotes de l'Arizona | Aucun titre | Aucun titre   | Aucun titre                        |
| Wild du Minnesota                      | Aucun titre | Aucun titre   | Aucun titre                        |
| Kraken de Seattle                      | Aucun titre | Aucun titre   | Aucun titre                        |
| Jets de Winnipeg                       | Aucun titre | Aucun titre   | Aucun titre                        |

- en italique : Ancien membres de la conférence